# 남강덕역
남강덕역(南康德驛)은 함경북도 청진시에 있는 평라선의 철도역이다.　본 역에서 함북선의 수성역까지 가는 강덕선이 분기한다.